# Alfiero Vincenti
Alfiero Vincenti (...) è un attore italiano.
Ricordato o perlopiù legato, al cinema e al teatro di Carmelo Bene. Partecipò ai lungometraggi Salomè e Un Amleto di meno. Vincenti, insieme a Luigi Mezzanotte e Manlio Nevastri, proveniva dalla compagnia D'Origlia-Palmi.

## Teatro (parziale)
- I polacchi (Ubu Roi) (1963)
- Salomè (1964)
- Arden of Feversham (1968).
- Nostra Signora dei Turchi (II edizione) (1973)
- Amleto (1974)
- S.A.D.E. ovvero libertinaggio e decadenza del complesso (1974)
- Romeo e Giulietta (1976)